# Tunisia 1
Tunis 1 (االوطنية 1), in arabo Al-Watania 1, in italiano Tunisia 1 è un canale televisivo pubblico tunisino.

## Storia

### RTT
La prima trasmissione iniziò il 15 dicembre 1963 con l'assistenza tecnica della Rai, iniziò a trasmettere a colori nel 1975.

### RTT1
In seguito alla creazione di RTT2 questo canale nel 1983 venne rinomato RTT1.

### Tunis 7
Durante il periodo del regime di Ben Ali questo canale si chiamava Tunis 7 (in quanto un numero a suo dire fortunato).
Dagli anni '90, similmente a quanto accadde nel decennio precedente presso le principali televisioni europee, anche Tunis 7 allestì un servizio di teletext, dedicato all'informazione e ai servizi di pubblica utilità, con pagine in arabo, francese e inglese.
Dal 2 maggio 2007 la rete televisiva trasmette suoi programmi nell'intero arco delle 24 ore, prima di allora il palinsesto prevedeva una pausa tra le ore 01:00 e le 06:00.

### Tunis 1
Nel 2011, in occasione della rivoluzione, il canale venne rinomato in Tunis 1 (االوطنية 1), in arabo Al-Watania 1.
Fra le novità del nuovo corso del canale, l'aumento considerevole dei programmi dedicati all'informazione, la discutibile dismissione del servizio di teletext, e la produzione di format del tutto inediti nel panorama televisivo tunisino, dal maggiore appeal e spesso ispirati a dei format di successo in onda sulle principali televisioni europee.

## Programmazione

### Mattina
|           | 6:00  | 6:30       | 7:00    | 8:00    | 8:10       | 9:10         | 10:00              | 12:00   |
| Lunedì    | Coran | Enfantines | Journal | Journal | Enfantines | Maître Melek | La Cour des partis | Journal |
| Martedì   | Coran | Enfantines | Journal | Journal | Enfantines | Maître Melek | La Cour des partis | Journal |
| Mercoledì | Coran | Enfantines | Journal | Journal | Enfantines | Maître Melek | La Cour des partis | Journal |
| Giovedì   | Coran | Enfantines | Journal | Journal | Enfantines | Maître Melek | La Cour des partis | Journal |
| Venerdì   | Coran | Enfantines | Journal | Journal | Enfantines | Maître Melek | La Cour des partis | Journal |
| Sabato    | Coran | Enfantines | Journal | Journal | Enfantines | Maître Melek | La Cour des partis | Journal |
| Domenica  | Coran | Enfantines | Journal | Journal | Enfantines | Maître Melek | La Cour des partis | Journal |

### Pomeriggio (12:00 - 20:30)
|           | 12:10          | 14:00                    | 15:00   | 16:30      | 17:00         | 20:00        | 20:30   |
| Lunedì    | Espace famille | Les histoires de Ramadan | Journal | Enfantines | Ashab El Kahf | Maître Melek | Journal |
| Martedì   | Espace famille | Les histoires de Ramadan | Journal | Enfantines | Ashab El Kahf | Maître Melek | Journal |
| Mercoledì | Espace famille | Les histoires de Ramadan | Journal | Enfantines | Ashab El Kahf | Maître Melek | Journal |
| Giovedì   | Espace famille | Les histoires de Ramadan | Journal | Enfantines | Ashab El Kahf | Maître Melek | Journal |
| Venerdì   | Espace famille | Les histoires de Ramadan | Journal | Enfantines | Ashab El Kahf | Maître Melek | Journal |
| Sabato    | Espace famille | Les histoires de Ramadan | Journal | Enfantines | Ashab El Kahf | Maître Melek | Journal |
| Domenica  | Espace famille | Les histoires de Ramadan | Journal | Enfantines | Ashab El Kahf | Maître Melek | Journal |

#### Prima serata e notte (21:00 - 5:00)
|           | 21:20            | 21:45    | 22:00       | 0:00    | 1:00   | 2:00    | 5:00          |
| Lunedì    | Table et chaises | Portable | Nour Meriem | Journal | Al âar | Journal | Ashab El Kahf |
| Martedì   | Table et chaises | Portable | Nour Meriem | Journal | Al âar | Journal | Ashab El Kahf |
| Mercoledì | Table et chaises | Portable | Nour Meriem | Journal | Al âar | Journal | Ashab El Kahf |
| Giovedì   | Table et chaises | Portable | Nour Meriem | Journal | Al âar | Journal | Ashab El Kahf |
| Venerdì   | Table et chaises | Portable | Nour Meriem | Journal | Al âar | Journal | Ashab El Kahf |
| Sabato    | Table et chaises | Portable | Nour Meriem | Journal | Al âar | Journal | Ashab El Kahf |
| Domenica  | Table et chaises | Portable | Nour Meriem | Journal | Al âar | Journal | Ashab El Kahf |

### Emissioni
- Le Dictionnaire politique
- La Cour des partis politiques
- Espace famille
- Hak El Ikhtilaf
- Face à la presse
- Revue de presse

#### News
- Journal de 1 heure
- Journal de 2 heures
- Journal de 12 heures
- Journal de 14 heures
- Journal de 18 heures (informations régionales)
- Journal de 20 heures
- Journal de minuit

#### Spettacolo
- Enfantines

#### Serie
- Serie tunisine:
  - Choufli Hal
  - Dar Lekhlaa
  - Chez Azaïez
  - L'hôtel
  - Maktoub
  - Sayd Errim
  - Manemet Arroussia
  - Casting
- Serie egiziane:
  - Al âar
  - Ismahane
  - Nour Meriem

#### Sport
- Dimanche Sport
- Stade 7

#### Documentari
- La chute d'un régime corrompu

## Diffusione
I programmi di Tunis 1 sono diffusi in tutto il territorio tunisino in digitale terrestre tramite nove stazioni principali e settantuno stazioni minori. Copre il 99,8% della popolazione.
Nel 1992 ha iniziato le trasmissioni satellitari.
Sui decoder Sky per l'Italia, Tunis 1 è presente al numero 569 ancora con la denominazione nel banner in Tunis 7.